# Линуд (Калифорния)
Линуд (на английски: Lynwood) е град в окръг Лос Анджелис в щата Калифорния, САЩ. Линуд е с население от 72 984 жители (2000) и обща площ от 12,70 км² (4,90 мили²).

## Личности
- Би-Риъл, рапър от Сайпръс Хил
- Джеси Джеймс, изпълнителен директор на Уест Коуст Чопърс, фирма за производство на мотоциклети, водещ на ТВ предаването Монстър Гараж.
- Кевин Костнър, актьор
- Винъс Уилямс, (р. 1980) американска тенисистка
- Кристин Роуз, актриса, известна от сериала Герои